# Maria Mutola
Maria de Lurdes Mutola, mozambiška atletinja, * 27. oktober 1972, Maputo, Mozambik.
Maria Mutola je v svoji karieri nastopila na poletnih olimpijskih igrah v letih 1988 v Seulu, 1992 v Barceloni, 1996 v Atlanti, 2000 v Sydneyju, 2004 v Atenah in 2008 v Pekingu. V teku na 800 m je osvojila naslov olimpijske prvakinje leta 2000 in bronasto medaljo leta 1996, ob tem pa še eno četrto in dve peti mesti. Leta 1992 je nastopila tudi v teku na 1500 m in zasedla deveto mesto. Na svetovnih prvenstvih je na 800 m osvojila naslov prvakinje v letih 1993, 2001 in 2003 ter srebrno medaljo leta 1999 in bronasto leta 1997. Na svetovnih dvoranskih prvenstvih je osvojila sedem naslovov prvakinje v letih 1993, 1995, 1997, 2001, 2003, 2004 in 2006, ter srebrno medaljo leta 1999 in bronasto leta 2008. Nekajkrat je nastopila tudi na Igrah Commonwealtha, kjer je zmagala v letih 1998 in 2002 ter osvojila bronasto medaljo leta 2006.
Njena sestrična Tina Paulino je prav tako nekdanja atletinja.